# 古惑女之決戰江湖
《古惑女之決戰江湖》是一部基於香港漫畫家牛佬的江湖漫畫作品所改編的電影，其續作則為2000年的《古惑女2》。

## 劇情簡介
波子（李麗珍 飾）、飛雞（陳妙瑛 飾）和小福星（麥家琪 飾）三人情同姊妹，於遊戲機中心認識的Van仔（莫文蔚 飾）更是一見如故；平日，喜歡波子的佐治（吳鎮宇 飾）總是在她們身邊打轉。由於飛雞要見男友阿維（吳瑞庭 飾）之父母，眾人紛紛假扮助她過關；同時波子亦向Van仔吐露過去，她原是洪義大哥阿一（唐文龍 飾）的女友，卻被他狠傷兩次：一是為他坐牢，二則因阿一為救兄弟而棄她不顧，波子於是選擇離開
阿一昔日女友愛滋（鍾淑慧 飾）曾在獄中被波子打傷，出獄後找波子晦氣；後佐治趕來營救，卻也落入愛滋乾哥洛威拿（吳毅將 飾）手中，幸得眾女拿愛滋當人質交換。而後，佐治為表愛意，欲找愛滋給以顏色瞧瞧，卻被警方拘捕；為了不欠佐治人情，波子決定下海接客一晚，價高者得。眾客人爭奪之際，阿一忽然出現，但輸給了傻哥（成奎安 飾）；傻哥則整晚玩牌，碰都不碰波子，原來他是受阿一吩咐出價。
聽聞阿維在澳門借錢被抓，情急下飛雞拿了波子的錢救他，卻發現一切皆是愛滋的圈套，因而慘遭輪姦。愛滋欲殺阿一失敗，洛威拿出現反將愛滋殺死，並希望以此見面禮讓阿一介紹大陸的黑道人士。被阿一所救的佐治黯然，決意離開香港，卻被表哥強迫暗殺阿一；佐治暗中告知波子，眾人即時趕來營救，最洛威拿被佐治打至重傷，而波子與阿一終究走在一起。

## 人物角色
| 演員   | 角色          | 粵語配音 | 備註                                                   |
| 李麗珍 | 波子          | 沈小蘭   | 古惑女；社團老大阿一的女友                             |
| 莫文蔚 | 陳麗雲(Van仔) | 陸惠玲   | 古惑女；受阿一所托接近波子保護她，喜歡阿一             |
| 吳鎮宇 | 佐治          | 吳鎮宇   | 九流古惑仔；鍾情波子，但波子只當好友                   |
| 唐文龍 | 阿一          | 陳欣     | 社團大哥；波子男友，卻因事業而令波子離開               |
| 麥家琪 | 小福星        | 鄭麗麗   | 古惑女；與波子、Van仔、飛雞三人情同姐妹                |
| 陳妙瑛 | 飛雞          | 林珊珊   | 古惑女；男友是小白臉，遭男友出賣被侮辱                 |
| 吳毅將 | 洛威拿        | 高翰文   | 社團大哥；因替女友出氣出手對付波子，從而跟阿一勢不兩立 |
| 鍾淑慧 | 愛滋          | 陸惠玲   | 阿一原女友；為爭阿一與波子結仇，後被洛威拿殺死         |
| 林偉亮 |               | 楊捷康   | 洛威拿左右手                                           |
| 李健仁 | 阿仁          | 潘文柏   | 佐治唯一跟班；性格傻頭傻腦但對佐治很忠心和忍讓         |
| 林迪安 | 傻強          | 潘文柏   | 阿一手下打手                                           |
| 吳瑞庭 | 阿維          | 高翰文   | 飛雞男友；小白臉，出賣飛雞對付波子，後遭父親及眾女教訓 |
| 瑪俐亞 | 肥媽          |          | （客串）夜總會媽咪                                     |
| 成奎安 | 大傻          | 周志輝   | （客串）古惑仔；阿一派去幫助波子的手下                 |
| 文雋   |               | 文雋     | （客串）夜總會客人                                     |
| 谷德昭 |               | 楊捷康   | （客串）夜總會客人                                     |
| 李力持 |               | 潘文柏   | （客串）夜總會客人                                     |
| 王龍威 | 炳叔          |          | （客串）阿一老大；被洛威拿殺害                         |
| 林尚義 | 阿維父親      | 林尚義   | （客串）學校訓導主任，後對阿維大義滅親                 |
| 黃一飛 | 佐治父親      | 楊捷康   | （客串）被佐治拉來扮演飛雞的父親，與阿維的父母見面     |
| 朱咪咪 | 佐治母親      | 黃鳳英   | （客串）被佐治拉來扮演飛雞的母親，與阿維的父母見面     |
| 李兆基 |               | 高翰文   | （客串）夜總會老闆                                     |
| 八兩金 |               |          | （客串）夜總會打手                                     |
| 何嘉輝 |               |          | （客串）警察                                           |

## 主題曲
- 〈古惑女〉 由Purple Star Music Publishing Limited提供

主唱：瑪俐亞
作詞／曲：小波

## 外部連結
- 開眼電影網上《古惑女之決戰江湖》的資料（繁體中文）
- 香港影庫上《古惑女之決戰江湖》的資料（繁體中文）
- 豆瓣电影上《古惑女之決戰江湖》的資料 （简体中文）
- 时光网上《古惑女之決戰江湖》的資料（简体中文）
- 爛番茄上《古惑女之決戰江湖》的資料（英文）
- AllMovie上《古惑女之決戰江湖》的资料（英文）
- 互联网电影数据库（IMDb）上《古惑女之決戰江湖》的资料（英文）